# Uncarina peltata
Uncarina peltata är en sesamväxtart som först beskrevs av John Gilbert Baker, och fick sitt nu gällande namn av Otto Stapf. Uncarina peltata ingår i släktet Uncarina och familjen sesamväxter. Inga underarter finns listade i Catalogue of Life.